# Número de partículas
El número de partículas de un sistema termodinámico, indicado de manera convencional con la letra N, es la cantidad numérica de partículas que constituyen ese sistema. El número de partículas es un parámetro fundamental en termodinámica. Esta cantidad representa la variable conjugada al potencial químico. A diferencia de la mayoría de las cantidades físicas, el número de partículas es una magnitud adimensional. Es un parámetro extensivo, ya que es directamente proporcional al tamaño del sistema que se está considerando. Por esta razón, tiene relevancia únicamente para sistemas cerrados.
Una partícula constituyente es aquella que no puede ser dividida en partículas menores a la escala de energía kT involucrada en el proceso (donde k es la constante de Boltzmann y T es la temperatura). Por ejemplo, para un sistema termodinámico que consiste de un pistón que contiene vapor de agua, el número de partículas es el número de moléculas de agua en el sistema. El significado de «partícula constituyente», y por lo tanto, de «número de partículas» depende entonces de la temperatura.

## Determinación del número de partículas
El concepto de número de partículas tiene una gran importancia en las consideraciones teóricas. En situaciones en las que se necesita determinar el número de partículas real de un sistema termodinámico dado, principalmente en química nos es posible de manera práctica medir este número directamente contando las partículas. Si el material es homogéneo y tiene una cantidad de sustancia conocida n, expresada en moles, el número de partículas puede obtenerse a través de la relación:
{\displaystyle N=nN_{A}},
donde NA es el número de Avogadro.

## Densidad numérica de partículas
Un parámetro intensivo relacionado al número de partículas está dado por la densidad numérica de partículas. Esta se obtiene al dividir el número de partículas del sistema entre su volumen. La densidad numérica de partículas está por el calor y esos cambios

## En mecánica cuántica
En procesos en mecánica cuántica el número total de partículas puede no conservarse. Por esta razón, el concepto es generalizado al operador de número de partículas. Este operador es un observable que cuenta el número de partículas constituyentes. En teoría cuántica de campos, el operador de número de partículas (véase estado de Fock) es conjugado a la fase de la onda «clásica» (véase estado coherente).

## En la medición de la calidad del aire
Una medida utilizada de la contaminación atmosférica en los estándares de calidad del aire es la concentración atmosférica de partículas en suspensión. Esta medida también es llanada «número de partículas», aunque usualmente es expresada en μg/m³ (microgramos por metro cúbico).